# Tarocchi Rider-Waite

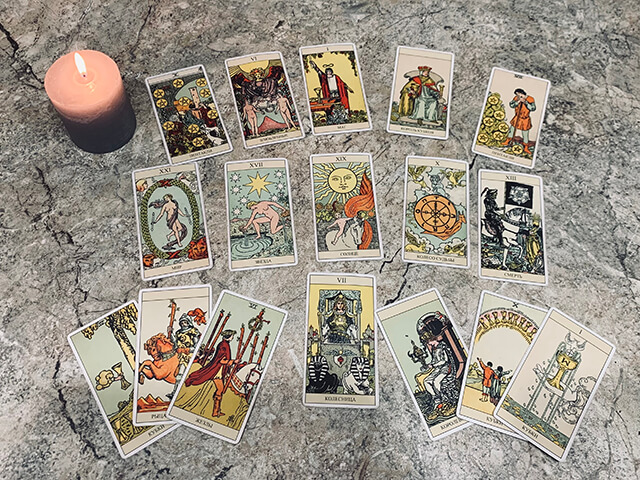
Alcune carte Rider-Waite

I Tarocchi Rider-Waite, conosciuti anche come Waite-Smith Tarot, sono oggi i tarocchi più diffusi nel mondo anglosassone.
I 78 arcani furono ideati dal mistico ed esoterista statunitense Arthur Edward Waite e disegnati dalla sua discepola Pamela Colman Smith tra il 1908 e il 1909, ispirandosi in parte ai Tarocchi Sola-Busca (1491), che fino a quell'epoca rimasero l'unico mazzo di tarocchi illustrato con personaggi dinamici in tutte le 78 carte.
La prima versione del Waite-Smith Tarot fu pubblicata a Londra nel 1909 dall'editore Rider e immediatamente ebbe numerose imitazioni che scatenarono una battaglia legale sui diritti d'autore.
Ancora oggi i tarocchi Rider-Waite sono il punto di riferimento obbligato non solo per i cartomanti, ma anche per gli inventori di nuovi mazzi, che si ispirano alle loro immagini data la facilità di memorizzare i loro significati divinatori.